# 하마스의 당기

하마스의 당기 비율 8:5

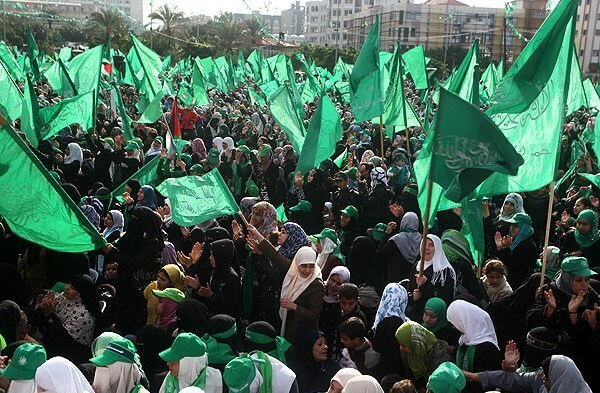
2012년 하마스 설립 25주년 집회에서 깃발을 들고 있는 모습

팔레스타인 무장 정파 하마스의 당기는 초록색 배경(이슬람에서 전통적으로 존경받는 색)으로 구성되어 있으며, 가운데에는 "알라 외에는 신이 없다.", "무함마드는 신의 전령이다."라는 이슬람교의 신앙 고백인 샤하다가 흰색 서예 문자로 새겨진 것이 특징이다.